# قلعة صيدا البرية
قلعة صيدا البرّية أو قلعة المعز أو قلعة القديس لويس؛ هي قلعة قديمة تقع في مدينة صيدا اللبنانية، بناها الصليبيون خلال القرن الثاني عشر. وقد سُميت بقلعة المعز نسبة إلى المعز لدين الله الفاطمي حيث أمر بترميمها وإعادة تحصينها، وكانت تعرف قبل ذلك بقلعة القديس لويس نسبة إلى الملك لويس التاسع حين قاد الحملة الصليبية السابعة في الفترة مابين (1248-1254)، حيث أمر بترميمها خلال فترة إقامته بالشرق.